# برج خنک‌کننده

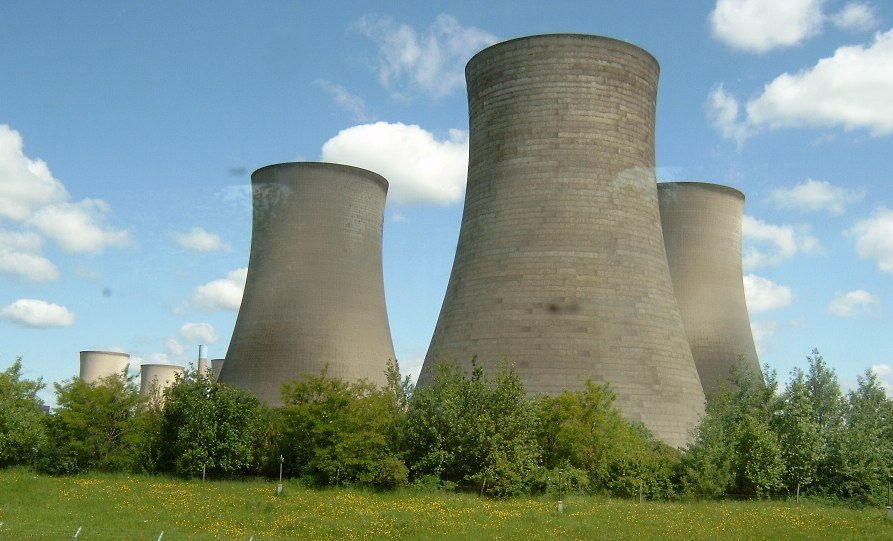
برج خنک‌کن هذلولی شکل با مکانیسم جابه‌جایی طبیعی در نیروگاه دیک‌کات انگلستان

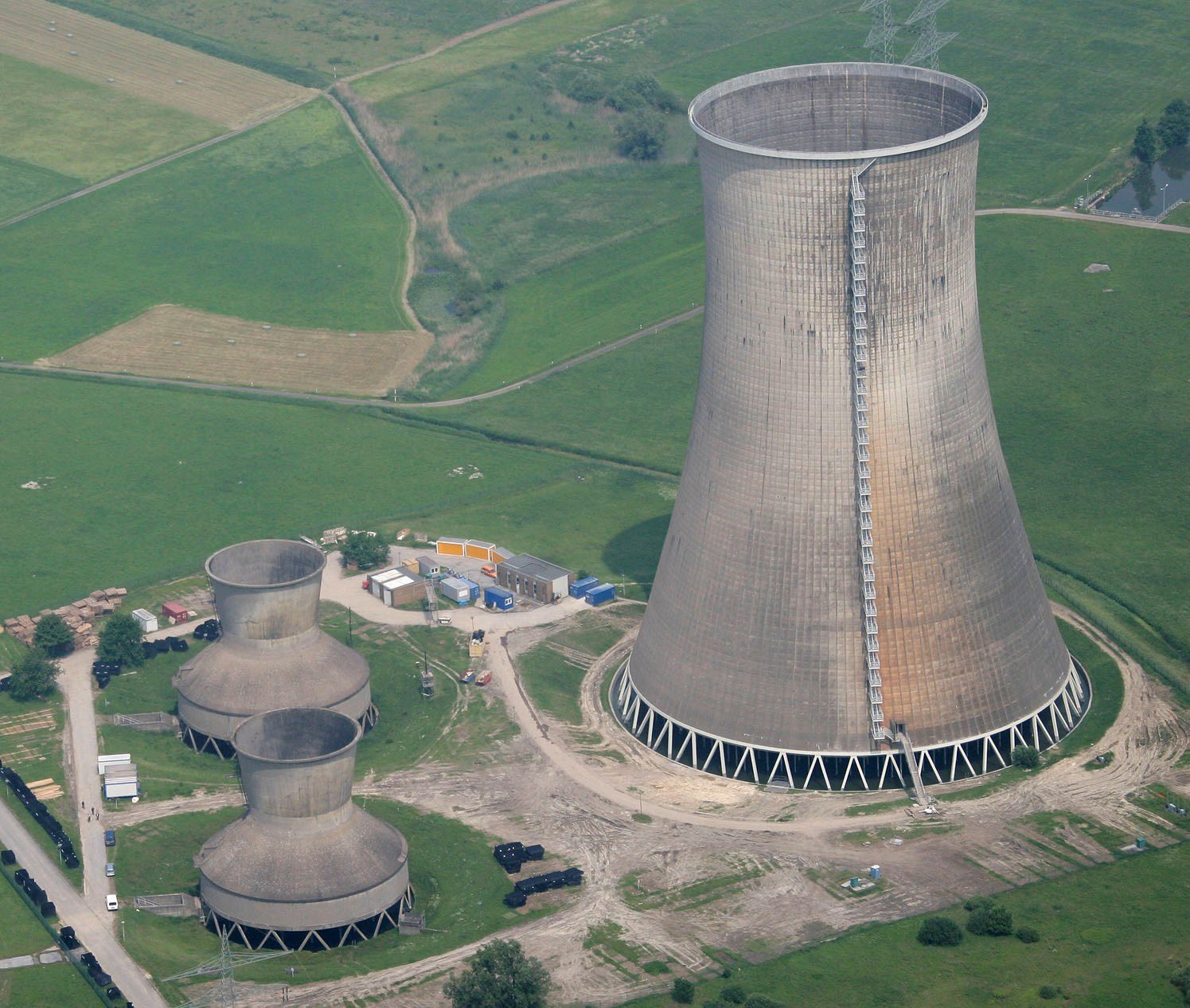
برج خنک‌کن مرطوب هذلولی شکل با مکانیسم جابه‌جایی اجباری با ارتفاع‌های ۳۴ و ۱۲۲ متر در نیروگاه وست‌فالن آلمان

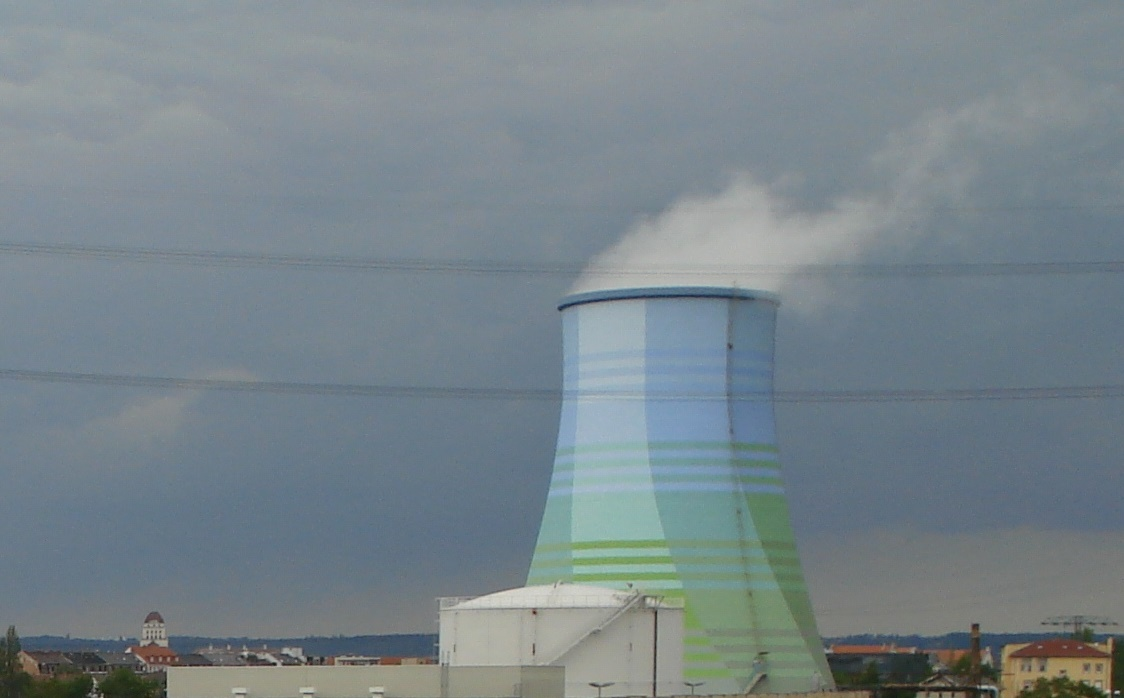
برج خنک‌کن مستتر شده مرطوب با مکانیسم جابه‌جایی طبیعی در نیروگاه درسدن آلمان

برج خنک‌کننده یا برج خنک‌کن (به انگلیسی: Cooling tower) وسیله‌ای برای دفع حرارت زاید آب مورد استفاده در چگالنده به جَو از طریق تبادل حرارتی با هوا است. برج‌های خنک‌ کن معمولاً با تبخیر آب، حرارت ایجاد شده در یک واحد شیمیایی را دفع کرده و سیال سرویس را تا دمای حباب مرطوب هوا پایین می‌آورند؛ البته باید در نظر داشت در برخی از برج‌های خنک‌کن با چرخه بسته که به برج خنک‌کن خشک مشهور هستند، کاهش دمای سیال سرویس صرفاً تا دمایی نزدیک به دمای حباب خشک هوا امکان‌پذیر است.
به عبارت ساده‌تر، برج خنک‌کننده سیستمی است که از آن به جهت خنک‌سازی آبی در فرایندهای سردسازی سیستم‌های تهویه مطبوع، پالایشگاه‌ها، نیروگاه‌ها و غیره استفاده می‌گردد.
از برج خنک‌کن در سیستم خنک‌کاری واحدهای پالایشگاهی، پتروشیمیایی و سایر واحدهای شیمیایی مشابه، نیروگاه‌های حرارتی و سیستم‌های اچ‌وی‌ای‌سی برای تهویه مطبوع ساختمان استفاده می‌شود. دسته‌بندی برج‌های خنک‌کن بر اساس نوع تماس هوا با آب صورت می‌گیرد؛ متداول‌ترین گونه‌های برج خنک‌کن بر اساس مکانیسم‌های جابه‌جایی طبیعی و جابه‌جایی اجباری تقسیم‌بندی می‌شوند.
از نظر ابعاد و اندازه، برج‌های خنک‌کن در مدل‌های کوچک پشت‌بامی برای ساختمان‌های مسکونی تا سازه‌هایی غول‌پیکر و هذلولی شکل (مانند برج‌های خنک‌کن نیروگاه‌ها که در شکل‌ها نشان داده شده‌است) که ارتفاعشان در حدود دویست متر و قطرشان در حدود یکصد متر می‌رسد، وجود دارند. همچنین نوعی از برج‌های خنک‌کن با شکل مستطیلی با ارتفاع تقریبی چهل متر و طول هشتاد متر نیز وجود دارد. در بیش‌تر موارد از برج‌های خنک‌کن هذلولی شکل در نیروگاه‌های هسته‌ای استفاده می‌شود؛ هرچند که در برخی از واحدهای شیمیایی بزرگ و سایر واحدهای صنعتی نیز از آن‌ها استفاده می‌شود. در مقابل این برج‌های خنک‌کن عظیم‌الجثه که در صنایع خاصی به کار گرفته می‌شوند، اکثریت قریب به اتفاق برج‌های خنک‌کن تجهیزات کوچک هستند که در کنار واحدهای مختلف صنعتی یا مسکونی برای تهویه هوا به کار می‌رود.
برج‌های خنک‌کننده سیستم توزیع و پخش آبگرم دارند که آب را به صورت یکنواخت روی شبکه مشبک نزدیک به هم می‌پاشد. این شبکه‌ها آکنه یا پرکننده نامیده می‌شود. آکنه‌ها آب سرازیر شده از بالای برج را با هوایی که از میان آن حرکت می‌کند کاملاً مخلوط کرده به‌طوری‌که آب به صورت یک قطره از یک آکنه به سطح آکنه دیگر توسط نیروی ثقل خود می‌ریزد. هرچند در این برج‌ها مقداری انتقال حرارت محسوس از آب به هوا وجود دارد ولی تقریباً اثر خنک‌کنندگی تماماً از تبخیر قسمتی از آب اسپری شونده در برج حاصل می‌شود. بخار حاصل از فرایند تبخیر در برج توسط جریان هوایی که یک دمنده ایجاد می‌کند از برج خنک کن خارج می‌شود. با توجه به این که دماو رطوبت هوای از برج افزایش می‌یابد بدیهی است که میزان تأثیر برج خنک کن تا حد زیادی به درجه حرارت مرطوب هوای ورودی بستگی دارد و با کاهش آن افزایش می‌یابد.

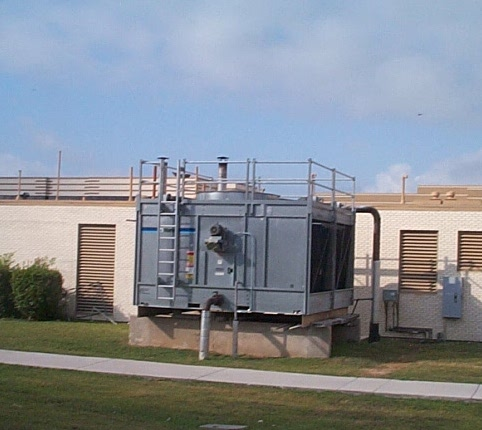
برج خنک کن (با جریان هوای متقاطع)

## تاریخچه
کاربرد برج‌های خنک‌کننده به قرن نوزدهم، آغاز انقلاب صنعتی و اختراع چگالنده برای استفاده در موتور بخار برمی‌گردد. در چگالنده‌ها سیال شونده غالباً آب است؛ به این صورت که آب با گرفتن گرمای بخاری که از خروجی توربین یا پیستون به چگالنده رسیده‌است، بخار را به حالت مایع تبدیل می‌کند. وجود این مرحله در چرخه موتور بخار باعث افت فشار بخار خروجی می‌شود، ولی در عوض مصرف بخار و در نتیجه مصرف سوخت را کاهش می‌دهد و هم‌زمان کارایی سیستم را نیز بالا می‌برد. البته باید در نظر داشت که چگالنده‌ها در عمل نیاز به برج خنک‌کن به نسبت بزرگی دارند و در صورت عدم وجود برج خنک‌کننده، استفاده از آن‌ها اقتصادی نیست؛ چرا که هزینه‌های فراهم کردن آب بیش از سرمایه ذخیره شده از صرفه‌جویی انرژی می‌شود. فارغ از موتورهای آبی که فراهم کردن آب هزینه‌ای برای آن‌ها محسوب نمی‌شود و استفاده از چگالنده بدون برج خنک‌کن امری عادی است، استفاده از چگالنده و برج خنک‌کن موضوعی حساس در صنعت به‌شمار می‌رود.
با آغاز قرن بیستم قوانین و روش‌های فراوانی در زمینه چرخه‌های دارای برج خنک کن برای مناطقی که با مشکل کم‌آبی رو به رو بودند، طرح‌ریزی شد و احداث برج خنک‌کننده را وابسته به نظر شهرداری آن منطقه و کم و کیف منابع آبی آن منطقه کرد. در مناطقی که منابع آبی قادر به فراهم کردن آب برج خنک‌کن هستند، از سیستم حوضچه‌های آبی استفاده می‌شود و در مناطقی که محدودیت منابع دارند، مثل شهرهای بزرگ، از برج‌های خنک‌کننده استفاده می‌شود.
این برج‌ها اغلب در پشت بام ساختمان‌ها یا به صورت سازه‌ای مجزا در کنار ساختمان اصلی قرار می‌گیرند و هوا به کمک فن‌ها و مکانیسم جابه‌جایی اجباری یا به طریق مکانیسم جابه‌جایی آزاد به جو منتقل می‌شود. در کتاب نظام مهندسی ایالات متحده آمریکا از سال ۱۹۱۱ مطلبی در این زمینه به این صورت آمده‌است: «با استفاده از یک پوسته تخت یا دوار از ورقه نازک، لوله دودکش در راستای عمودی تا جای ممکن کوچک تعبیه شود. (ارتفاع ۲۰ تا ۴۰ فوت) در پشت بام مجموعه‌ای از تشت‌ها برای پخش شدن آب مورد نیاز چگالنده قرار می‌گیرند و آب به درون آن‌ها پمپ می‌شود. آب درون تشت‌ها بر روی حصیری از جنس چوب به صورت قطره‌ای ریخته می‌شود تا فضای درون برج را پر کند.»
در اوایل قرن بیستم، اولین نمونه‌های برج خنک کن با استفاده از کاهش دمای ناشی از تبخیر ابداع گردید. برج‌های خنک‌کننده اولیه، دارای سیستم بسیار ساده ای بودند که در آن آب از ارتفاع مشخصی به داخل برج خنک کن پاشیده می‌شد و به واسطه برخورد با هوا خنک می‌گردید.
واژه برج خنک کن (برج خنک‌کننده یا کولینگ تاور) نیز به واسطه شکل هندسی اولیه این تجهیز بر روی آن گذاشته شد. در حقیقت در کولینگ تاورهای اولیه، یک سازه مرتفع به شکل برج، برای افزایش زمان برخورد هوا با آب خنک کاری طراحی می‌شد و به دلیل عدم وجود فن و موتور، جریان هوا در داخل برج‌های خنک کن به صورت طبیعی بود.
در تصویر ذیل نمونه ای از اولین برج خنک کن (کولینگ تاور) مشاهده می‌گردد.
با پیشرفت تکنولوژی در اواخر دهه ۹۰ و ابتدای قرن ۲۰ ام و به خصوص اختراع موتور احتراق داخلی و برق برای مصارف صنعتی، روند توسعه و رشد کارخانجات تسریع گردید. در این زمان مورد استفاده برج‌های خنک کن به خنک کاری نیروگاه‌ها و خطوط تولید تغییر یافت.
بهره‌گیری از موتورهای الکتریکی صنعتی و فن، موجب ابداع برج‌های خنک کن با جریان هوای اجباری (مکانیکی) گردید که دارای راندمان بیشتری بودند و در عین حال فضای کمتری اشغال می‌کردند.
در اواسط قرن بیستم که صنعت ساختمان دچار تحولاتی عمده ای گشت و ساخت برج‌های مسکونی در دنیا رواج یافت، برج خنک کن پکیج برای استفاده در سیستم‌های تهویه مطبوع (گرمایشی و سرمایشی HVAC رواج پیدا کرد.
کولینگ تاورهای اولیه پکیج، از فن سانتروفیوژ بهره می‌بردند و بدنه آن‌ها عمدتاً فلزی بود. با گذشت زمان و افزایش توانمندی‌های در حوزه کامپوزیت، برج‌های خنک کن فایبر گلاس به مرور وارد بازار شدند.
مزیت فایبر گلاس، مقاومت در برابر رسوب و خوردگی و از بین رفتن معضل زنگ زدگی در بدنه برج خنک‌کننده بود. همچنین قطعات کامپوزیت فایبر گلاس از استحکام نسبتاً بالایی نیز برخوردار بودند. مزایای این نوع برج خنک‌کننده موجب گشت که استفاده از آن در واحدهای صنعتی نیز رواج یابد. با این وجود در شرایطی که دبی آب در گردش بالا بود، همچنان از برج‌های خنک کن Field Erected یا مونتاژ در محل استفاده می‌شد.

## اجزاء
اجزاء مهم برج خنک کن‌ها عبارتند از:

### ۱- فن برج خنک‌کننده
فن‌ها نقش مهمی در خنک‌سازی دارند و از نوع فن محوری یا سانتریفیوژ می‌باشند.
فن‌های مورد استفاده در برج‌های خنک‌کننده، از لحاظ فرم هندسی و نحوه تولید به صورت کلی به سه دسته اصلی تقسیم می‌شوند.
۱- فن ضربی برج خنک‌کننده:
این فن‌ها با قطر بین ۰٫۵ تا ۱٫۲ متر در حالت کلی از ورقه فولادی ساخته شده و توسط قالب پرس تولید می‌گردند.
این نوع فن کولینگ تاور در صورتیکه از تولیدکنندگان معتبر خریداری شود از لحاظ قیمت و کیفیت در بازه مناسبی قرار دارد. باید در نظر داشت با توجه به جنس فن و روش تولید، این نوع فن در قطر بیش از ۱ متر دچار لرزش خواهد شد و به همین دلیل دارای محدودیت ابعاد است.
۲- فن پروفیل ایر فویل کولینگ تاور:
همانگونه که از نامشان پیداست این فن‌ها دارای پروفیل ایرفویل می‌باشند و در طول فن، فرم پروفیل و ابعاد هندسی آن ثابت است (به جز بخش انتهایی که در آن قسمتی از یال، بریده شده‌است). جنس این نوع فن برج خنک کن عمدتاً از پروفیل آلومینیوم است که با روش اکسترود و پولترود تولید می‌شود. دلیل استفاده از آلومینیوم در پره فن برج خنک کن، استحکام مناسب نسبت به وزن کم، دمپ کردن ارتعاش و مقاومت بالا در مقابل خوردگی است.
بازه ابعادی معمول فن آلومینیوم کولینگ تاور از قطر ۰٫۸ متر تا ۳ متر می‌باشد. این فن‌ها دارای قیمت کمتری نسبت به فن‌های کامپوزیتی (نوع سوم فن محوری) هستند لیکن معایب خاص خود را نیز دارند.
۳- فن پروفیل ایر فویل با فرم پروفیل متغیر (فن کامپوزیت برج خنک کن):
فن کامپوزیت فایبر گلاس گلاس کولینگ تاور که سابقه تولید آن از دو نوع قبلی کمتر است علاوه بر دارا بودن پروفیل ایرفویل، به دلیل چرخش پروفیل در شعاع فن و تغییر زاویه حمله، دبی یکنواخت تری نسبت به دو نوع قبلی دارد، و به همین دلیل سرعت خطی لبه این نوع فن تا ۶۰ متر بر ثانیه قابل قبول می‌باشد.
از مهم‌ترین مزایای فن فایبر گلاس پروفیل ایرفویل برج خنک‌کننده، می‌توان به مصرف انرژی و وزن کمتر آن نسبت به نمونه‌های دیگر، صدای تولیدی کمتر و میزان هوادهی بیشتر اشاره کرد.

### ۲- پکینگ یا مدیا
برای افزایش تبادل حرارتی بین جریان آب و هوا در داخل برج خنک کن از پکینگ‌ها استفاده می‌گردد که با افزایش سطح تماس جریان آب با هوا و همچنین کاهش سرعت جریان آب، در خنک‌سازی جریان آب نقش مؤثری دارند. پکینگ‌ها به صورت شبکه‌ای بوده و در دو نوع غشایی(Film Packing) و اسپلش (Splash Packing)در برج خنک کن‌ها مورد استفاده قرار می‌گیرند.

### ۳- حوضچه یا باسین
در قسمت زیرین برج خنک کن قرار دارد و آب خنک شده در آن جمع‌آوری شده و به سمت سیستم‌های سردسازی هدایت می‌شود.

### ۴- قطره گیرها
تیغه‌های قطره گیر برای جلوگیری از پخش ذرات آب و ممانعت از خروج آن‌ها به محیط بیرون از برج خنک کن بکار می‌روند.

### جنس ساختاری
برج خنک کن‌ها معمولاً به چند صورت فلزی، پلی اتیلنی ، فایبر گلاسی و بتنی ساخته می‌شوند.

## دسته‌بندی
(برج خنک‌کننده فایبر گلاس طرح مکعبی - برج خنک‌کننده مارلی (ذوزنقه‌ای) - برج خنک‌کننده مارلی (مکعبی)- برج خنک‌کننده مدل سانتریفیوژ - برج خنک‌کننده کانتر فلو فلزی - برج خنک‌کننده گِرد
برج خنک کن‌ها را با توجه به موارد زیر می‌توان دسته‌بندی کرد. البته باید توجه داشت که یک برج خنک کن می‌تواند ترکیبی از هر کدام از دسته‌های زیر باشد و این دسته‌بندی صرفاً برای نشان دادن وضعیت عملکرد برج خنک کن‌ها در حالات زیر می‌باشد:

### ۱-نیروی محرک جریان هوا

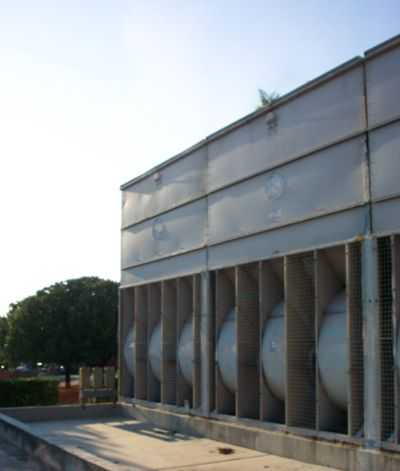
تصویر یک برج خنک کن فن دار

برج خنک کن‌ها از لحاظ اینکه نیروی جریان دهنده هوا طبیعی یا مکانیکی باشد به دو دسته تقسیم می‌شوند.

#### برج خنک‌کن فن دار (مکانیکی)
در برج‌های فن دار یک یا چند فن وظیفه به جریان درآوردن هوا را در داخل برج خنک کن دارند. در این نوع تا زمانی که فن روشن است جریان هوا بین محیط داخل برج و بیرون برقرار است همچنین نسبت به برج‌های بدون فن فضای کمتری را اشغال می‌کنند. اما مهم‌ترین عیب این نوع صدا و لرزشی است که فن یا فن‌ها ایجاد می‌کنند.

#### برج خنک کن بدون فن (طبیعی)
در برج‌های بدون فن جریان هوا به صورت طبیعی ما بین برج و محیط بیرون جابجا می‌شود. از جمله مزایا این دسته می‌توان به مصرف کمتر انرژی الکتریکی، صدای کم، قطعات متحرک کمتر و عدم پاشیدن آب به فضای اطراف و از معایب آن می‌توان به راندمان پایین‌تر و هزینه بیشتر جهت ساخت آن، اشاره کرد.

### ۲-مکانیسم انتقال حرارت
از نظر شیوه‌های انتقال حرارتی به سه دسته تقسیم می‌شوند.

#### برج خنک کن مرطوب
در برج خنک کن‌های مرطوب (Wet-Cooling Tower) آب گرم از بالای برج با عبور از پکینگ‌ها و برخورد با جریان هوای تازه که از محیط بیرون توسط فن یا به صورت طبیعی وارد برج می‌شود ضمن تبادل حرارتی و خنک شدن در پایین برج ته‌نشین می‌شود. مهم‌ترین عیب این سیستم پاشیدن ذرات آب به اطراف و همچنین تبخیر بیش از حد آب می‌باشد.

#### برج خنک کن خشک
در مناطقی که به‌علت عدم وجود آب کافی باید از اتلاف آب و تبخیر بیشتر جلوگیری نمود از برج خنک کن‌های خشک HELLER (هِلِر) (Dry-Cooling Tower) استفاده می‌شود. در این دسته، آب گرم به جای عبور از پکینگ‌ها از لوله‌های پره دار که با هوای سرد در تماس می‌باشند عبور کرده و خنک می‌گردد. از معایب این سیستم کاهش راندمان با افزایش دمای محیط اطراف می‌باشد.

#### برج خنک کن خشک-مرطوب
این نوع، ترکیبی از برج خنک کن‌های خشک و مرطوب بوده و برای کاهش عوارض و معایب دو سیستم فوق بکار می‌رود. برج خنک کن‌های خشک-مرطوب(Dry-Wet Cooling Tower) دارای دو مسیر هوا به صورت موازی و دو مسیر آب به صورت سری می‌باشند. آب گرم ابتدا وارد لوله‌های پره دار و سپس وارد پکینگ‌ها می‌شود و در طول این مسیر با هوای سرد تبادل حرارتی داشته و آب سرد در پایین برج جمع می‌گردد.

### ۳-نحوه برخورد جریان‌های آب و هوا
برج خنک کن‌ها بر مبنای جهت برخورد جریان‌های آب گرم با هوای سرد به دو دسته تقسیم می‌شوند.

#### برج خنک کن با جریان هوای متقاطع
دراین حالت هوایی که از محیط بیرون وارد برج می‌شود به صورت متقاطع با جریان آب برخورد می‌کند .(مطابق شکل)

#### برج خنک کن با جریان هوای مخالف
در این حالت جریان هوا به صورت مخالف با جریان آب برخورد می‌کند. (مطابق شکل)

## اساس کار
اساس کار تمام برج خنک کن‌ها بر مبنای ایجاد سطح تماس بیشتر بین جریان آب گرم و هوای سرد و در نتیجه تبادل حرارتی بین این دو می‌باشد. عموماً در برج خنک کن‌ها آب گرم توسط لوله‌هایی به بالای برج منتقل شده و در آنجا یا به صورت طبیعی یا با آبفشانهایی به سمت پایین برج به جریان می‌افتد که در طول این مسیر با توجه به نوع برج به شیوه‌های مختلف با جریان هوای سرد برخورد می‌کند.

## محل نصب
محل نصب برج خنک کن باید بگونه‌ای باشد که مانعی در اطراف آن برای ورود جریان هوای تازه به داخل برج وجود نداشته باشد همچنین در صورت استفاده از چندین برج در کنار هم باید تدبیری اندیشه شود که هوای گرم خروجی از برج‌ها مستقیماً وارد همدیگر نشده تا باعث کاهش راندمان و عدم کارایی برج شوند.
اگر بتوان برج خنک کن را در فضای باز با جریان هوای آزاد قرار داد در حصول یک بازده مناسب از برج مشکلی وجود نخواهد داشت اما چنانچه قرار باشد برج در داخل ساختمان و محصور بین دیوارها نصب شود موارد زیر بایستی مورد توجه قرار گیرد:
1. باید فضای کافی و بدون مانع مزاحم در اطراف برج وجود داشته باشد تا هوای لازم به برج برسد
2. هوای گرم خروجی از برج باید به گونه‌ای تخلیه شود که امکان بازگشت و گردش مجدد آن به برج وجود نداشته باشد زیرا گردش مجدد چنین هوایی در برج دمای مرطوب هوای ورودی به برج را افزایش می‌دهد و باعث گرم ماندن آب در خروج از برج می‌شود

گردش مجدد هوا به داخل برج هنگامی مورد توجه قرار می‌گیرد که چند برج در مجاورت هم باشند
تعیین محل نصب برج به عوامل دیگری هم بستگی دارد از قبیل استحکام محل نصب، تجهیزات اضافی برای تقویت آن، هزینه فراهم کردن تجهیزات اضافی برای برج و مسائل مربوط به معماری ساختمان و …

## مشکلات برج خنک کن‌ها

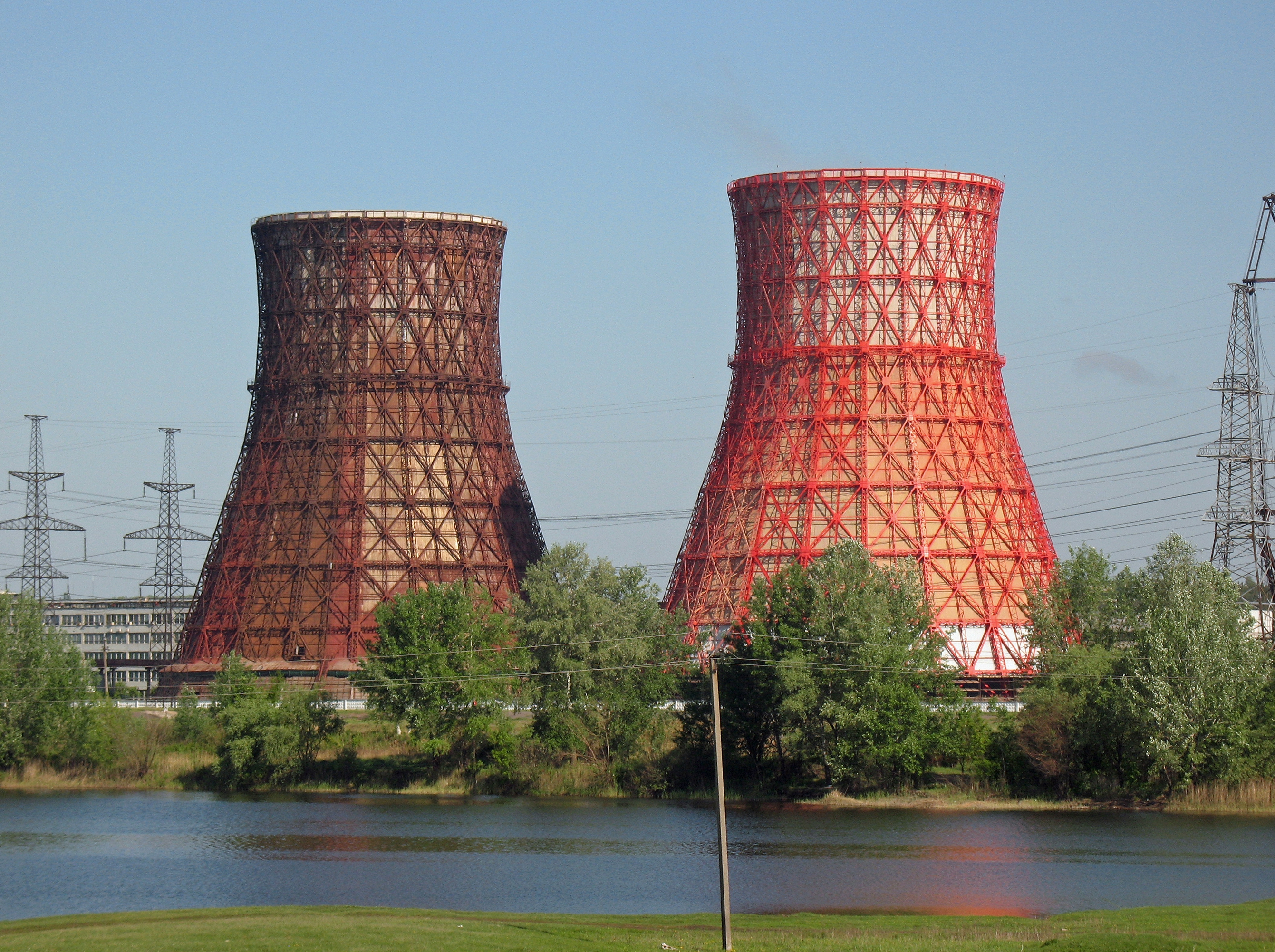

خوردگی قطعات داخلی برج، رشد جلبک‌ها و باکتری‌های بیولوژیکی و همچنین تشکیل رسوب در قسمت‌های مختلف برج عمده‌ترین مشکلات به وجود آمده برای یک برج خنک کن هستند.

## انواع برج خنک‌کننده
دسته‌بندی برج‌های خنک‌کننده به چند صورت انجام می‌گیرد.
بر اساس سیکل گردش آب، برج‌های خنک کن را به دو دسته مدار باز و مدار بسته تقسیم می‌کنند. در برج‌های خنک‌کننده مدار باز، آب از طریق نازل‌ها بر روی سطوح خنک‌کننده توزیع می‌شود و در مجاورت با هوا خنک می‌شود. در برج‌های خنک‌کننده مدار بسته، آب از داخل کویل جریان پیدا می‌کند و هوا بر روی کویل دمیده می‌شود. جهت افزایش راندمان در بعضی مواقع نیاز به پاشش آب بر روی سطح کویل نیز می‌باشد. بزرگترین مزیت برج‌های مدار بسته کم بودن مصرف آب می‌باشد. در مناطق خشک و کم‌آب، استفاده از برج خنک‌کننده مدار بسته، علی‌رغم سرمایه‌گذاری اولیه بیشتر، نسبت به برج خنک‌کننده مدار بسته ارجحیت دارد.
بر اساس شکل ظاهری، برج خنک‌کننده به دو شکل مخروطی یا گرد و مکعبی تقسیم می‌شوند. در کولینگ تاورهای مخروطی توزیع آب توسط آب پخش کن یا اسپرینکلر صورت می‌گیرد. در کولینگ تاور مکعبی، توزیع آب توسط نازل ‌های ثابت انجام می‌شود. با توجه به توزیع مناسب آب در برج‌های خنک‌کننده مکعبی، راندمان این نوع برج‌های خنک‌کننده بیشتر از برج‌های خنک‌کننده مخروطی می‌باشد. مشکل عمده برج‌های خنک‌کننده مخروطی، رسوب گرفتگی اسپرینکر می‌باشد که نیاز به تعمیرات و نگهداری بیشتری دارد.